# دوبلین کور

تصویر نشان‌واره برای DCMI، که دوبلین کور را فرمول دهی می‌کند.

دوبلین کور (Dublin Core) مجموعه ی کوچکی از عبارات واژگانی است که از آن می توان در توصیف منابع دیجیتالی (ویدئو، تصویر، صفحات وب، و غیره) و نیز منابع فیزیکی مثل کتاب یا سی دی، و اشیایی مثل کارهای هنری استفاده کرد.
مجموعه ی کامل عبارات فراداده ای «دوبلین کور» را می توان در وبگاه ابتکار فراداده ی دوبلین کور (DCMI) یافت. مجموعه ی اصلی، شامل 15 عبارت فراداده ی کلاسیک است، که به عنوان «مجموعه عناصر فراداده دوبلین کور» (DCMES) شناخته می شوند.
DCMES توسط این استاندارد ها امضا شده است:
- IETF RFC 5013
- ISO Standard 15836-1:2017
- NISO Standard Z39.85

## کاربردها
از «دوبلین کور» می توان برای اهداف زیادی استفاده کرد که شامل:
- توصیف منبع ساده،
- اتصال دایره واژه فراداده از استاندارد های فراداده مختلف،
- تا ایجاد قابلیت همکاری برای دایره واژه فراداده در داده های پیوند شده در ابر،
- و پیاده سازی های وب معنایی.[۳]

## دوبلین های کور های مهم
- Title: شباهت بسیار زیادی با تگ عنوان متا دارد و موضوع اصلی صفحه سایت است!
- Subject: این تگ می تواند شامل کلمه کلیدی شما باشد و باید متناسب با محتویات سایت شما انتخاب شود!
- Description: تگ توضیحات محتوای شما به صورت خلاصه ایست که دارای محدودیت هایی از نظر کاراکتر است!
- Type: این تگ و برچسب در واقع نشان می دههد که محتوای شما از چه نوعی است؟ محتوا می تواند صوت، ویدیو، عکس و متن باشد!
- Source: در این قسمت شما منبع اصلی مقاله خود را وارید می کنید که می تواند یک صفحه از کتاب و یا یک آدرس اینترنتی باشد!
- Creator: این تگ نام اصلی نویسنده، شرکت یا سازمان تولید کننده محتوا در سایت شما باشد! اگر صاحب وبلاگ شخصی هستید، این * بخش نام شما خواهد بود.
- Publisher: اگر در یک سایت تجاری محتوا را منتشر می کنید، این تگ می تواند شامل نام برند کسب و کار شما باشد و اگر در سایت شخصی خود این کار را انجام می دهید، نام خودتان دوباره در این قسمت می تواند قرار بگیرد.
- Date: این برچسب در مورد آخرین زمان بروزرسانی یا زمان انتشار متن به موتور جستجو سیگنال می دهد. اگر دوست دارید که از تاثیر بروز رسانی بر روی سئو بدانید، باید در مورد الگوریتم Google Freshness اطلاعاتی کسب کنید!
- Language: در این قسمت می تواانید، زبان محتوای خود را مشخص کنید. اگر یک صفحه به زبان های گوناگون بسته به نوع کسب و کارتان دارید، این تگ می تواند به شما کمک کند که به درک ماجرا به صورت کلی به ربات گوگل کمک کنید![۴]